# 文県
文県（ぶん-けん）は中華人民共和国甘粛省隴南市に位置する県。県人民政府の所在地は城関鎮。

## 行政区画
14鎮、5郷、1民族郷を管轄：
- 鎮：城関鎮、碧口鎮、尚徳鎮、中寨鎮、臨江鎮、橋頭鎮、梨坪鎮、天池鎮、堡子壩鎮、石坊鎮、石鶏壩鎮、丹堡鎮、中廟鎮、范壩鎮
- 郷：劉家坪郷、玉塁郷、口頭壩郷、尖山郷、舍書郷
- 民族郷：鉄楼チベット族郷

## 交通

### 道路
- 高速道路
  - 蘭海高速道路
- 国道
  - G212国道